# Alan Parker
Sir Alan William Parker, CBE (født 14. februar 1944, død 31. juli 2020) var en engelsk filminstruktør, producer, skribent og skuespiller. Han var aktiv i både den britiske filmindustri og Hollywood og var et af de stiftende medlemmer af Director's Guild of Great Britain.